# Sámuel Rózentál
Sámuel Rózentál (héberül: שמואל רוזנטל; 1947. április 22. –)  izraeli válogatott labdarúgó.

## Pályafutása

### Klubcsapatban
1965 és 1972 között a Hapóél Petah Tikva játékosa volt. 201 mérkőzésen lépett pályára és 7 gólt szerzett.

### A válogatottban
1965 és 1973 között 34 alkalommal szerepelt az izraeli válogatottban és 2 gólt szerzett. Részt vett az 1968-as Ázsia-kupán, az 1968. évi nyári olimpiai játékokon, illetve az 1970-es világbajnokságon.

## Sikerei
Borussia Mönchengladbach
- Német kupa (1): 1972–73

Izrael
- Ázsia-kupa bronzérmes (1): 1968

Egyéni
- Az év izraeli labdarúgója (2): 1966, 1969

## Külső hivatkozások
- Sámuel Rózentál adatlapja a National-Football-Teams.com oldalon (angolul)

- Sámuel Rózentál profilja az Olympedia oldalán (angolul)